# Karl Gustav von Baggovut
Karl Gustav von Baggovut (Bergen, Norvegia, 28 septembrie 1761 - Tarutino, 18 octombrie 1812) a fost un general rus, descendent al unei antice familii norvegiene. Strămoșii săi s-au mutat în Estonia în secolul al XVII-lea.
Baggovut și-a început cariera militară la vârsta de 17 ani. Tânărul ofițer s-a distins în acțiunile militare împotriva tătarilor crimeeni din 1782 și împotriva turcilor în 1791. A participat de asemenea la înăbușirea revoltei lui Kościuszko din 1794.
În 1798, Baggovut a fost promovat la gradul de colonel, iar în 1799 la gradul de general-maior. În 1801 a fost numit la comanda regimentului 4 Jäger. În campania din 1806-1807, purtată împotriva Franței napoleoniene, s-a dovedit un comandant ferm și cu inițiativă. A luat parte la bătăliile de la Pułtusk, Eylau și Friedland. Pentru conduita în bătălia de la Pułtusk a primit Ordinul Sfântului Gheorghe, clasa a treia, în bătălia de la Eylau a fost rănit la piept, iar la Friedland a suferit o contuzie. După sfârșitul acestei campanii a fost ridicat la rangul de general-locotenent.
În războiul finlandez din 1808-1809 a comandat mari detașamente de trupe rusești și s-a distins la apărarea orașului Åbo. În campania din 1812 s-a aflat la comanda Corpul II infanterie din Prima Armată de Vest. În bătălia de la Borodino, Corpul său a fost trimis de pe flancul drept pe cel stâng în regiunea satului Utița, iar după ce generalul Nikolai Tucikov a fost rănit mortal, Baggovut a preluat comanda forțelor ruse din acest sector al frontului. Pentru conduita în bătălia de la Borodino a fost răsplătit cu Ordinul Sfântului Aleksandr Nevski, însă nu a primit decorația deoarece fusese ucis înainte ca aceasta să ajungă la el.
În bătălia de la Tarutino de pe 18 octombrie, Baggovut a comandat coloana de infanterie alcătuită din două Corpuri. La începutul bătăliei, s-a aflat în fruntea atacului infanteriei ruse și a fost omorât de către una dintre primele ghiulele trase de o baterie de artilerie franceză.
Mihail Kutuzov a spus după moartea lui Baggovut că armata rusă a pierdut unul dintre cei mai buni comandanți de Corp de armată. Baggovut a fost înmormântat la mânăstirea Lavretievski din Kaluga.
1. ↑   https://bbld.de/GND1058239279 Lipsește sau este vid: |title= (ajutor)